# Maota-See
Der Maota-See liegt im Süden des Stadtteils Amber der Stadt Jaipur im indischen Bundesstaat Rajasthan.

## Lage
Der See befindet sich rund 11 km nördlich des Stadtzentrums von Jaipur am Fuße des Fort Amber in einem kleinen Tal zwischen zwei Hügelketten des Aravalligebirges.

## Beschreibung
Im See befindet sich die kleine Insel Kesar Kyari Bagh mit einem Safrangarten. Der See sammelt Regenwasser, das von nahegelegenen Hügeln herabfließt. Er war die Hauptwasserreservoir für das Fort Amber und die lokale Bevölkerung. 